# 林田神社
林田神社，位於花蓮港廳鳳林郡鳳林街（今花蓮縣鳳林鎮）。根據昭和18年（1943年）由臺灣總督府社會課編印的「臺灣に於ける神社及宗教」記載，大正2年（1913年），日本官方於今花蓮縣鳳林鎮設立官營移民村─林田移民村，並於大正4年（1915年）建立林田神社，大正4年6月6日鎮座，例祭日為每年的10月6日。
2014年，鳳林鎮公所向環保署以「環保示範區計劃」名義申請經費，參考原本設計圖重建鳥居與石燈籠（但石燈籠杆部誤將方形看成圓形），並設置參道。但因為原本第一鳥居的位置在復興路上，故不得不調整重建位置。2016年9月6日，神社殘存的「玉垣」、「神社拜殿及本殿基壇」以「林田神社殘蹟」的名義公告為花蓮縣歷史建築。

## 社掌
- 小松兼太郎 : 昭和5年(1930年)[2]
- 立川虎之助 : 昭和6年(1931年)至 昭和20年(1945年)

## 圖片

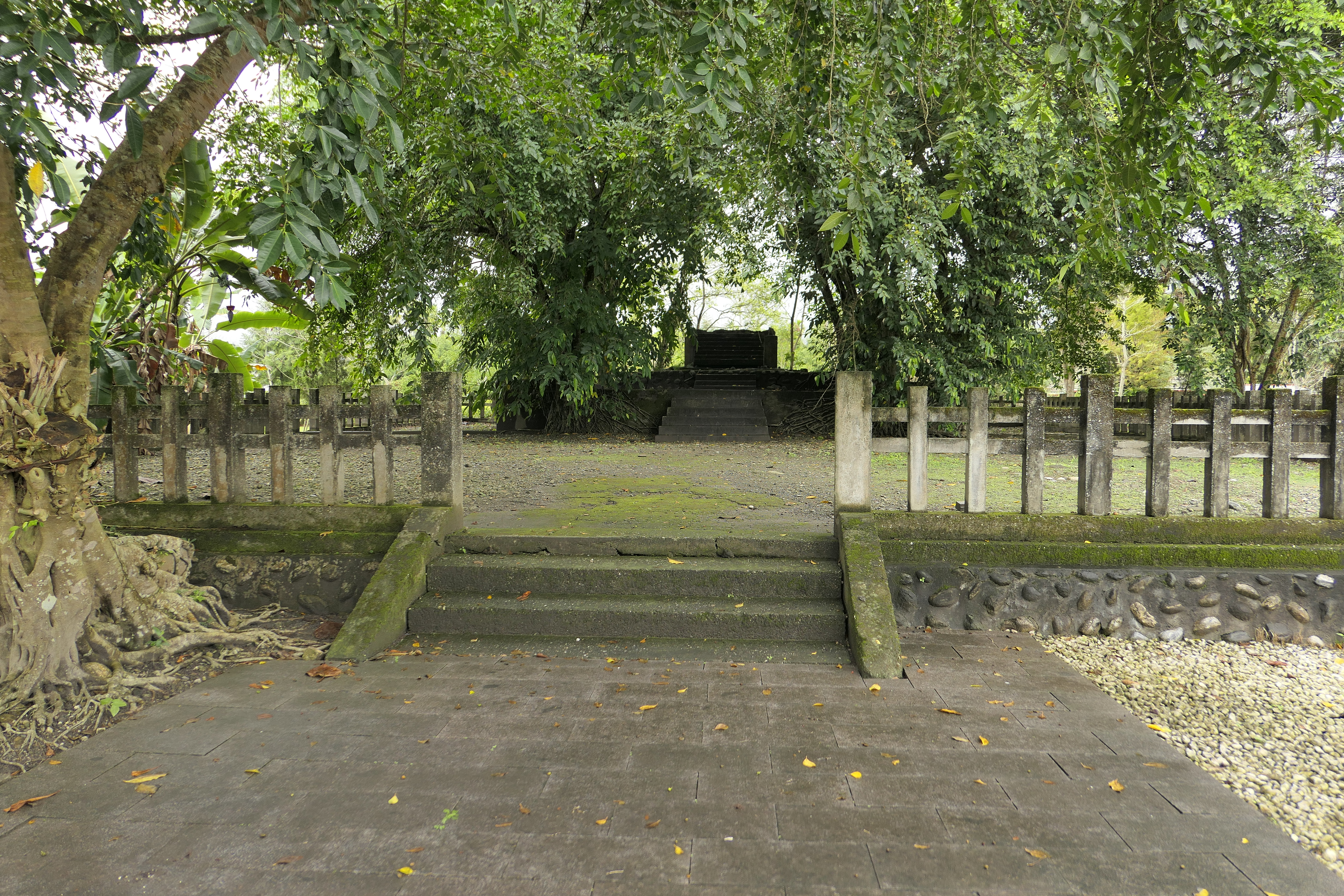
玉垣
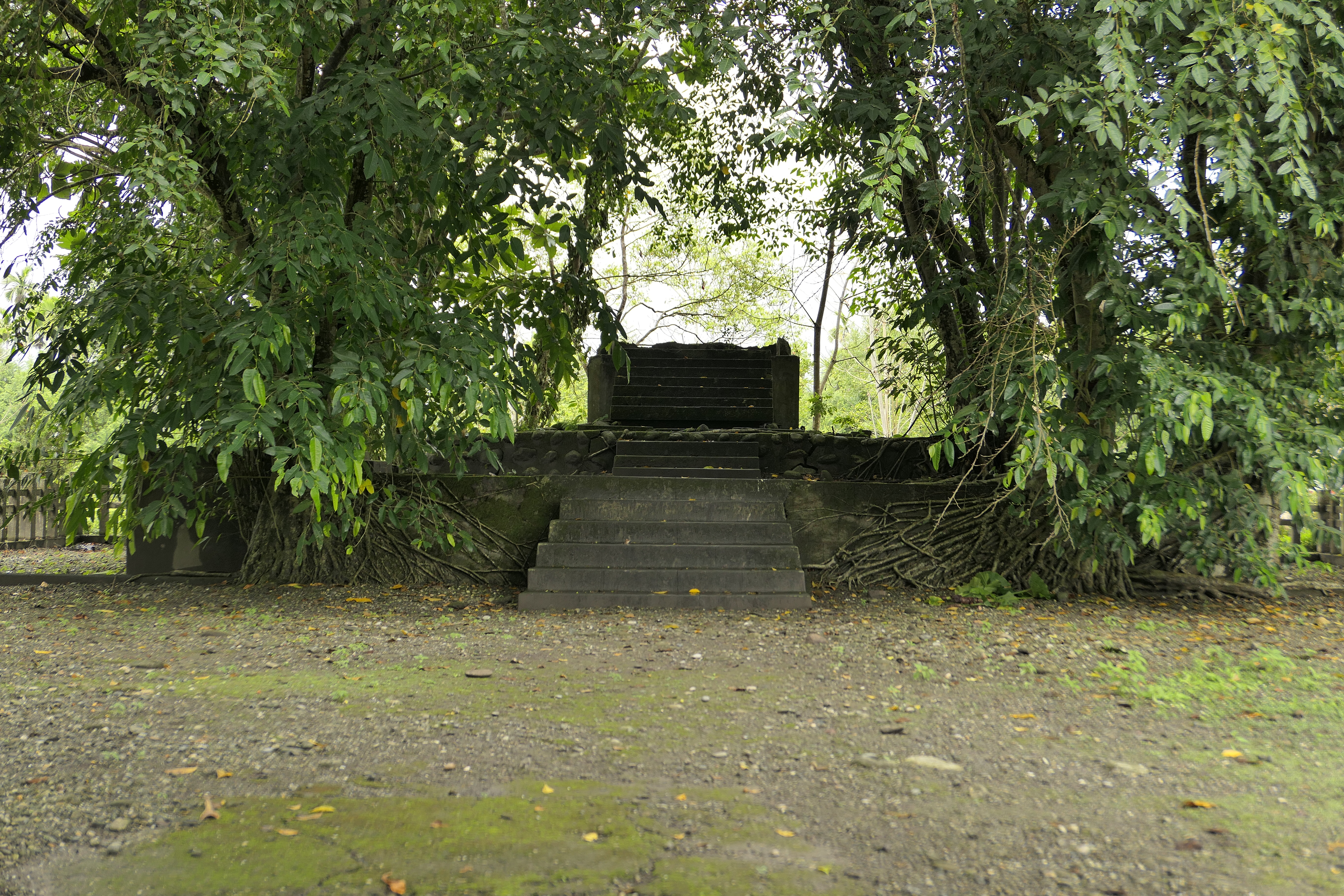
拜殿及本殿基壇
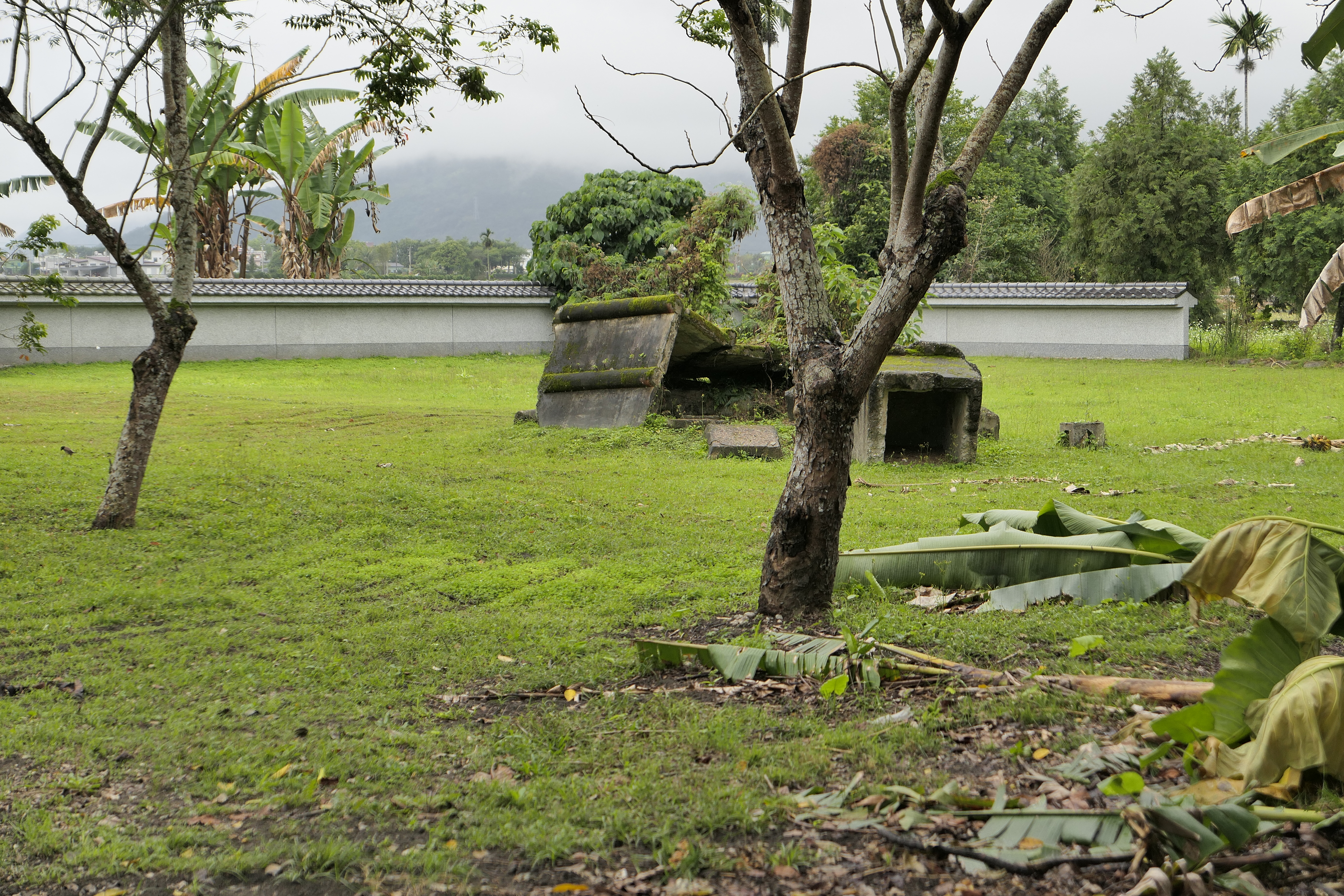
殘跡
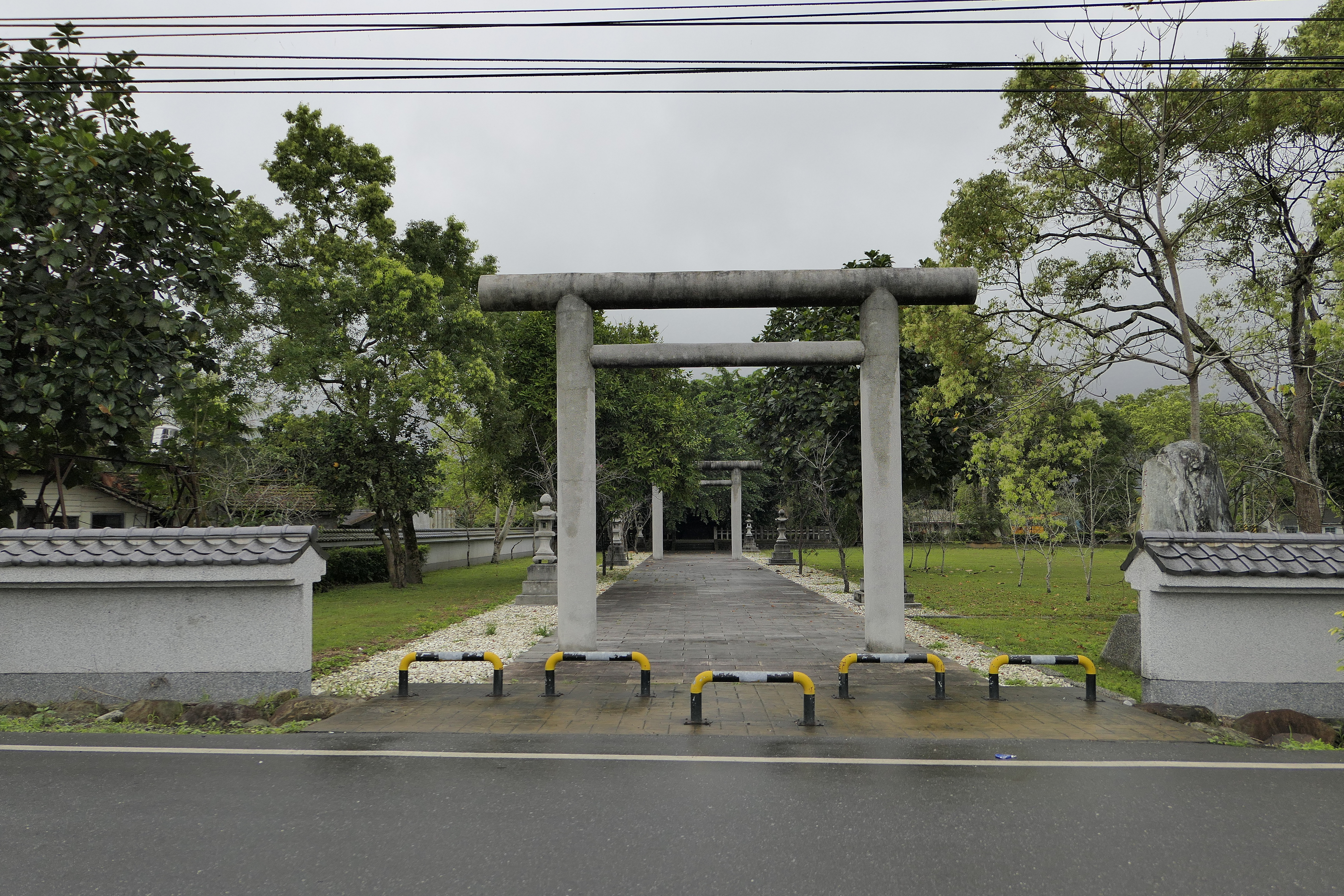
第一鳥居
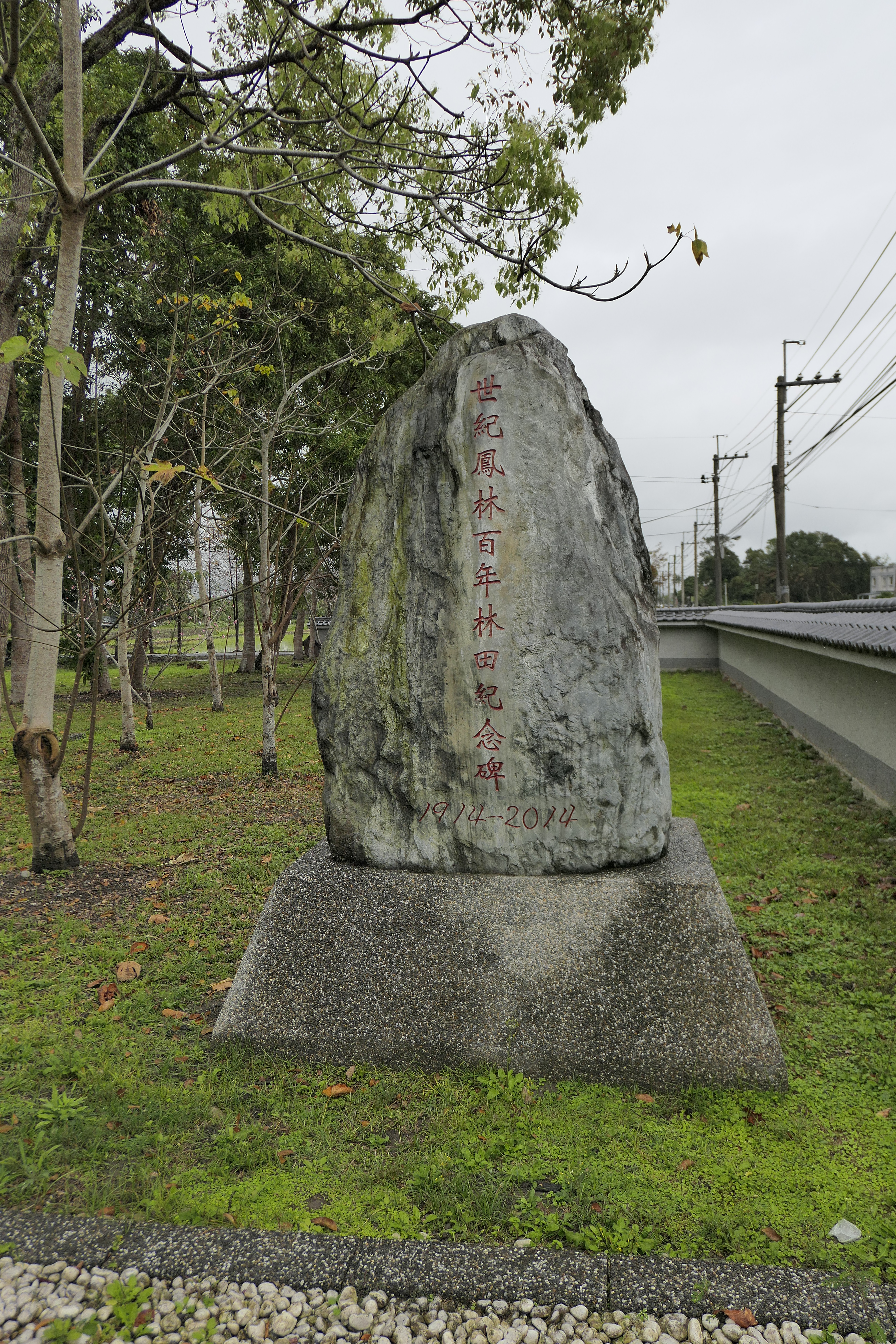
世紀鳳林百年林田紀念碑
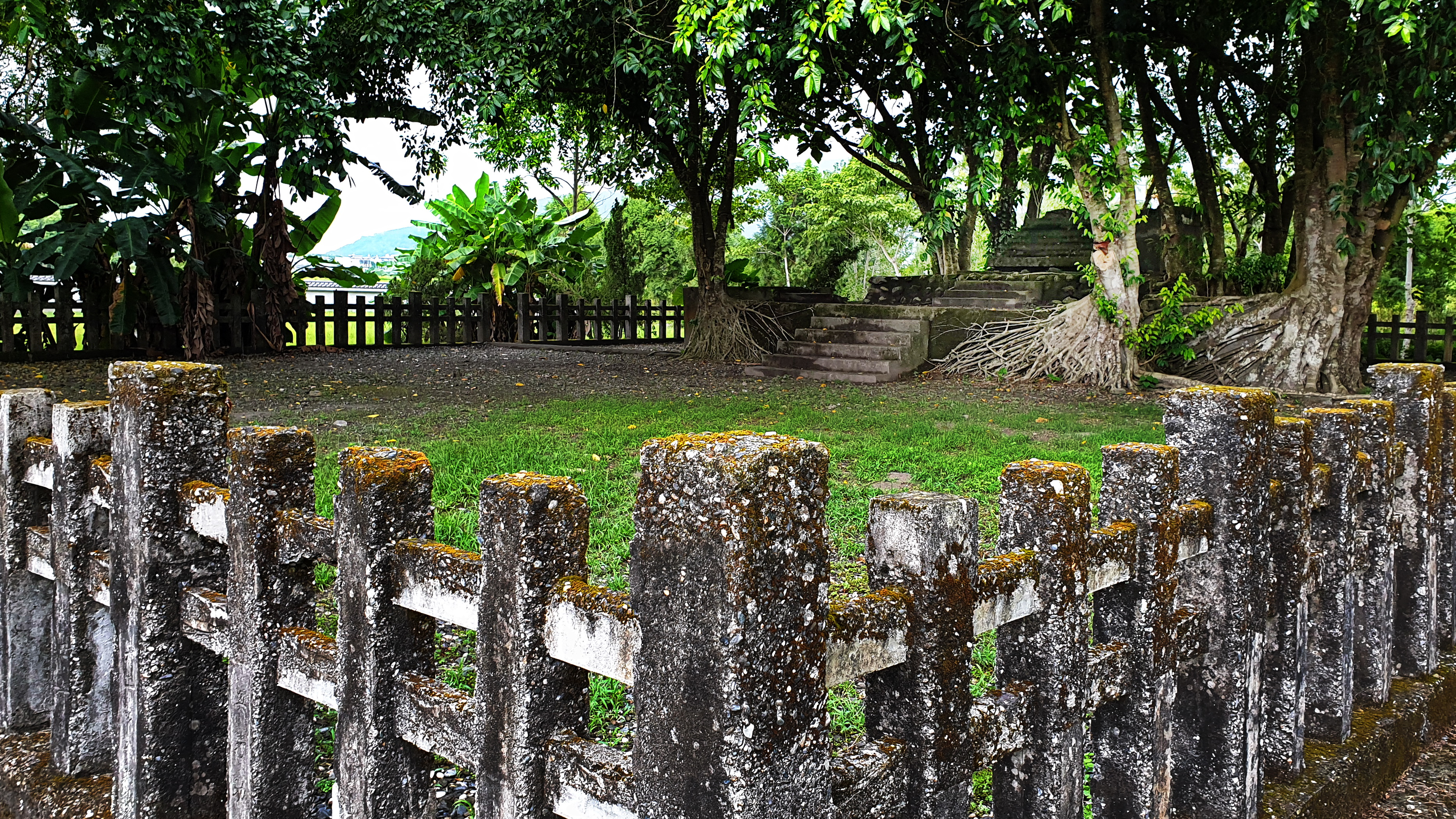